# HSQLDB
HSQLDB(Hyper SQL Database, 하이퍼 SQL 데이터베이스)는 자바로 작성된 관계형 데이터베이스 관리 시스템이다. JDBC 드라이버를 갖추고 있으며 SQL-92, SQL:2008, SQL:2011 표준의 상당 부분을 지원한다. 고속의 소형 (버전 2.2 기준으로 약 1300 킬로바이트) 데이터베이스 엔진을 제공하며 인메모리와 디스크 기반 테이블을 둘 다 제공한다. 임베디드 및 서버 모드 둘 다 이용 가능하다.
게다가 초소형 웹 서버, 명령 줄, GUI 관리 도구(애플릿으로 실행 가능) 등의 도구들과 수많은 데모 예제를 포함하고 있다. Kaffe와 같은 자바 구현체를 포함하여 버전 1.1 이상의 자바 런타임에서 실행할 수 있다.
HSQLDB는 BSD 허가서로 배포된다. 수많은 오픈 소스 소프트웨어 프로젝트의 데이터베이스 및 영구적인 엔진으로 이용되며, 이를테면 오픈오피스 베이스, 리브레오피스 베이스, 스탠드얼론 롤러 데모, Jitsi VoIP, 그리고 버전 2.6 이상의 화상회의 클라이언트를 들 수 있다. 매스매티카와 인스톨애니웨어(버전 8.0부터)와 같은 상용 제품에도 사용된다.

## 같이 보기
- H2 (DBMS)
- 아파치 더비